# 羽村市立松林小学校
羽村市立松林小学校（はむらしりつしょうりんしょうがっこう）は、東京都羽村市羽にある公立小学校。

## 沿革
- 1975年（昭和50年）4月1日 - 羽村町立松林小学校が開校する[1]。

## 教育目標
- よいこがつくる美しい学校

## 通学区域
- 東京都道249号福生青梅線より東側、東京都道163号羽村瑞穂線より北側の区域のうち栄町3丁目の区域を除く区域[2]

## 交通
- 東日本旅客鉄道青梅線 羽村駅より約2km
- 立川バス 羽12-1・羽17「緑ヶ丘三丁目」より15分
- コミュニティバスはむらん羽村東コース「スイミングセンター」より20分

## 校区周辺
- 羽村市動物公園
- 東京都立羽村特別支援学校